# チステルナ・ダスティ
チステルナ・ダスティ（伊: Cisterna d'Asti）は、イタリア共和国ピエモンテ州アスティ県にある、人口約1,200人の基礎自治体（コムーネ）。

## 地理

### 位置・広がり

#### 隣接コムーネ
隣接するコムーネは以下の通り。括弧内のCNはクーネオ県所属を示す。
- カナーレ (CN)
- フェッレーレ
- モンタ (CN)
- サン・ダミアーノ・ダスティ

#### 地震分類
イタリアの地震リスク階級 (it) では、4 に分類される
。

## 行政

### 分離集落
チステルナ・ダスティには、以下の分離集落（フラツィオーネ）がある。
- San Matteo, Saretto, Scaglia, Valmellana, Valzeglio